# Resultados do Carnaval da Baixada Santista em 2011
Resultados do Carnaval da Baixada Santista em 2011.

## Santos

### Grupo Especial
| Resultado Oficial - 2011 |                       |        |
| Colocação                | Escola                | Total  |
| 01º. Lugar               | X-9                   | 179,75 |
| 02º. Lugar               | Unidos dos Morros     | 179,50 |
| 03º. Lugar               | Império da Vila       | 179,00 |
| 04º. Lugar               | Amazonense            | 178,50 |
| 05º. Lugar               | União Imperial        | 178,25 |
| 06º. Lugar               | Sangue Jovem          | 176,75 |
| 07º. Lugar               | Bandeirantes do Saboó | 176,25 |
| 08º. Lugar               | Dependente do Samba   | 174,25 |
| 09º. Lugar               | Padre Paulo           | 174,25 |
| 10º. Lugar               | Vila Mathias          | 172,50 |

- Critério de desempate entre a Padre Paulo e a Dependente do Samba foi o casal mestre-sala e porta-bandeira.

### Grupo de Acesso
| Resultado Oficial - 2011 |                         |        |
| Colocação                | Escola                  | Total  |
| 01º. Lugar               | Brasil                  | 179,25 |
| 02º. Lugar               | Real Mocidade           | 179,00 |
| 03º. Lugar               | Unidos da Zona Noroeste | 177,25 |
| 04º. Lugar               | Camisa Alvinegra        | 176,25 |
| 05º. Lugar               | Metropolitana           | 151,25 |

## Cubatão
| Resultado Oficial - 2011 |                 |              |
| Colocação                | Escola          | Total        |
| 01º. Lugar               | Independência   | 196,5 pontos |
| 02º. Lugar               | Nações Unidas   | 192,5 pontos |
| 03º. Lugar               | Unidos do Morro | 138 pontos   |

## Guarujá
| Resultado Oficial - 2011 |                   |               |
| Colocação                | Escola            | Total         |
| 01º. Lugar               | Imperador de Ilha | 177,5 pontos1 |
| 02º. Lugar               | Renascer do Borel | 177,5 pontos  |
| 03º. Lugar               | São Miguel        | 176 pontos    |
| 04º. Lugar               | Guarujá           | 174,5 pontos  |
| 05º. Lugar               | Vem que é Dez     | 124,5 pontos  |
| Desclassificada          | Meninos de Elite  | - 2           |

1: Desempate no quesito harmonia.

2: Meninos de Elite não compareceu, sendo desclassificada.

## Praia Grande
| Resultado Oficial - 2011 |                            |        |
| Colocação                | Escola                     | Total  |
| 01º. Lugar               | Casa do Mestiço            | 177,40 |
| 02º. Lugar               | Folia 99                   | 174,00 |
| 03º. Lugar               | Mancha Verde               | 172,50 |
| 04º. Lugar               | Império da Baixada         | 168,30 |
| 05º. Lugar               | Acadêmicos de Praia Grande | 125,30 |
| 06º. Lugar               | Cesac                      | 106,70 |

### Grupo de Acesso
| Resultado Oficial - 2011 |                         |        |
| Colocação                | Escola                  | Total  |
| 01º. Lugar               | Favoritos do Forte      | 83,70  |
| 02º. Lugar               | Unidos da Ilha          | 82,10  |
| 03º. Lugar               | Amigos do Samba         | 63,90  |
| 04º. Lugar               | Mocidade Independente   | 56,90  |
| 05º. Lugar               | Cristal de Praia Grande | 41,90  |
| 06º. Lugar               | Vila do Sapo            | 09,80  |
| 07º. Lugar               | Unidos do Ocian         | 04,60  |
| 08º. Lugar               | Guaratude               | -12,00 |